# Resolució 1644 del Consell de Seguretat de les Nacions Unides
La Resolució 1644 del Consell de Seguretat de les Nacions Unides fou adoptada per unanimitat el 15 de desembre de 2005. Després de recordar les resolucions 1373 (2001), 1566, 1595 (2005) i 1636 (2005), el Consell va exigir que Síria respongués a les consultes de la Comissió Internacional d'Investigació Independent de les Nacions Unides (UNIIIC) sobre l'assassinat de l'exprimer ministre libanès Rafik Hariri, i va estendre les investigacions fins al 15 de juny de 2006.
Una versió més forta de la Resolució 1644 -que acusava Síria d'impedir deliberadament la investigació i augmentar l'abast de la investigació per incloure altres homicidis polítics al Líban- va ser diluïda per Algèria, Xina i Rússia.

## Resolució

### Observacions
En el preàmbul de la resolució, el Consell va reiterar la seva condemna a l'assassinat i altres atacs des d'octubre de 2004 al Líban, i va recalcar que els responsables han de ser jutjats. Havia examinat un informe de la UNIIIC i va encomanar la comissió per treballar sota "circumstàncies difícils". Tots els estats havien de proporcionar assistència, si calia, a la comissió.
El Govern del Líban va demanar que s'estengués la investigació i que s'establís un  tribunal internacional per jutjar els responsables de l'atac. El Consell va reconèixer que Síria havia deixat funcionaris disponibles per ser interrogats, però continuava preocupada pel comportament general de les autoritats síries en la investigació.

### Actes
Actuant sota el Capítol VII de la Carta de les Nacions Unides, el Consell va ampliar el mandat de l'UNIIIC fins al 15 de juny de 2006, permetent ampliar les extensions si calgués. Va considerar que el Govern del Síria no havia proporcionat una cooperació plena a la investigació, tal com exigia la resolució 1636, i va subratllar l'obligació de Síria de fer-ho.
Es va demanar a la comissió que informés cada tres mesos sobre el progrés de la investigació al Consell de Seguretat. El Consell va reconèixer el suggeriment libanès que els acusats de participar en l'atac fossin processats en un tribunal internacional i van encomanar al secretari general de les Nacions Unides, Kofi Annan, per ajudar el govern libanès a identificar la naturalesa i l'abast d'aquest tribunal.